# 潘文俊
潘文俊（Poon Man Chun，1977年4月27日—），生於香港，已退役香港足球運動員，司職前鋒，持有亞洲足協A級足球教練牌照，現時擔任香港超級聯賽球隊傑志的助教，其兄長為前香港足球代表隊成員潘文迪。

## 球員生涯
潘文俊球員時代司職前鋒，出身於香港甲組足球聯賽球會流浪，於1998年加盟快譯通，惟未幾即被借用往西貢朋友。2000年，再被外借給東聯二合，其後亦效力過福建、石硤尾等球會。

## 教練生涯
2007年夏天，潘文俊復出重返母會流浪擔任助教，並註冊為後備球員，於球隊降班後正式退役，跟隨總監李輝立過檔四海擔任助教。
2011－12年度球季，潘文俊轉到新界地區球隊屯門助教。2012年10月30日，屯門會長陳強因涉嫌賄選被調查宣布辭職，屯門失去經濟贊助後，即時解僱包括教練甄力健在內的整個教練團及幾名高薪球員。最終事件獲得圓滿解決，屯門會方與球員達成七折支薪協議，全隊職球員一起踢至季尾。2013年12月22日，屯門主場對主場對橫濱FC香港的甲組聯賽，發生疑似假波事件，屯門球員李明於補時3分鐘頂入己方龍門，令球隊以1-2落敗。翌日，屯門決定即時與李明終止合約。至12月27日，屯門宣布與管理公司終止合作，並解僱全體職球員，潘文俊表示，自己也是從傳媒口中才得知會方決定。
2014－15年度球季，潘文俊與招重文一同擔任黃大仙教練。2015－16年度，潘文俊繼續顆拍招重文，執教標準灝天，但不敵港會後，球會重組教練團由球隊韓援尹東憲出任教練，潘文俊退居助教。
2016年11月2日，潘文俊宣佈離開標準灝天北上發展，加盟由前港腳李海強執教的中乙球隊梅縣鐵漢擔任助教，期間協助球隊在中國足協杯僅以1–2不敵中超班霸廣州恆大，隨後並協助球隊升上中甲。2019年1月，潘文俊宣布離開梅縣鐵漢。
2023年9月29日，傑志宣佈潘文俊加入教練團，擔任助教。

## 個人生活
潘文俊於1989年在天主教柏德學校下午校畢業，其兄潘文迪同樣畢業於天主教柏德學校。
潘文俊與第一任妻子育有一子潘沛軒，就讀於其母校天主教柏德學校，現時效力香港超級足球聯賽球會傑志。
2019年與細他七年的石韻婷再婚，石韻婷也曾經歷一段婚姻數年，與前夫沒有兒女。2020年及2021年潘文俊與石韻婷誕下兩子「潘沛杰」與「潘沛燁」。

## 外部連結
- 四海體育會網站